# Avi
En avi är en kort notis som en postoperatör sänder till mottagaren för att upplysa om (avisera) att en försändelse, till exempel brev eller paket, finns att avhämta. Det kan också syfta på en blankett för in‐ eller utbetalning så som hyresavi, inbetalningsavi, utbetalningsavi eller värdeavi. Ordet är belagt sedan 1627. En avi som skickas med till exempel svenska posten skickas vanligen som brevavi, sms-avi, mailavi eller appavi.
Bluffakturor är ofta avier som är utformade att likna fakturor. En avi kan inte medföra någon betalningsskyldighet. I Sverige förbjuder Marknadsföringslagen (12 § 2 st.) att fakturor, orderbekräftelser eller liknande meddelanden skickas ut såsom avier på produkter som inte uttryckligen beställts.